# 48472 Mössbauer
(48472) Mossbauer, denumire internațională (48472) Mössbauer, este un asteroid din centura principală de asteroizi.

## Descriere
48472 Mössbauer este un asteroid din centura principală de asteroizi. A fost descoperit pe 2 octombrie 1991 la Tautenburg de Freimut Börngen și Lutz Dieter Schmadel. Asteroidul prezintă o orbită caracterizată de o semiaxă mare de 2,32 ua, o excentricitate de 0,06 și o înclinație de 5,3° în raport cu ecliptica.